# Ratusz w Zurychu
Ratusz w Zurychu – jeden z najważniejszych zabytków miasta Zurych.
Ratusz był budowany w latach 1694–1698. Jest to późnorenesansowy budynek, znajdujący się na rzece Limmat. Znajdowała się tam siedziba Republiki Zurychu do roku 1798. Od roku 1803 został on własnością kantonu Zurych, był siedzibą zarówno parlamentu kantonu jak i władz miejskich. Obecny budynek zastępuje wcześniejszy ratusz, który został zbudowany w 1397 roku.

## Galeria

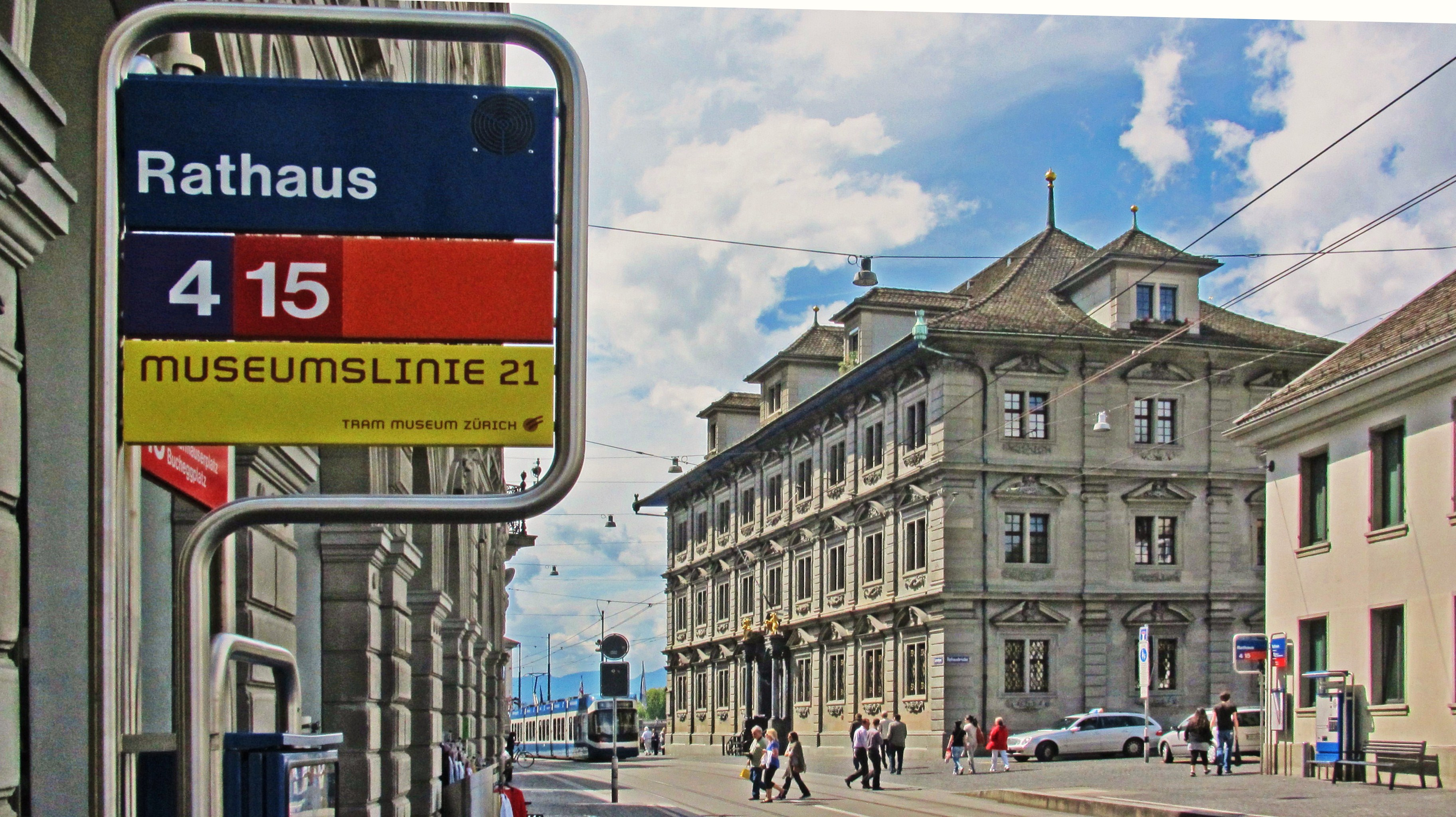
Widok od strony ulicy
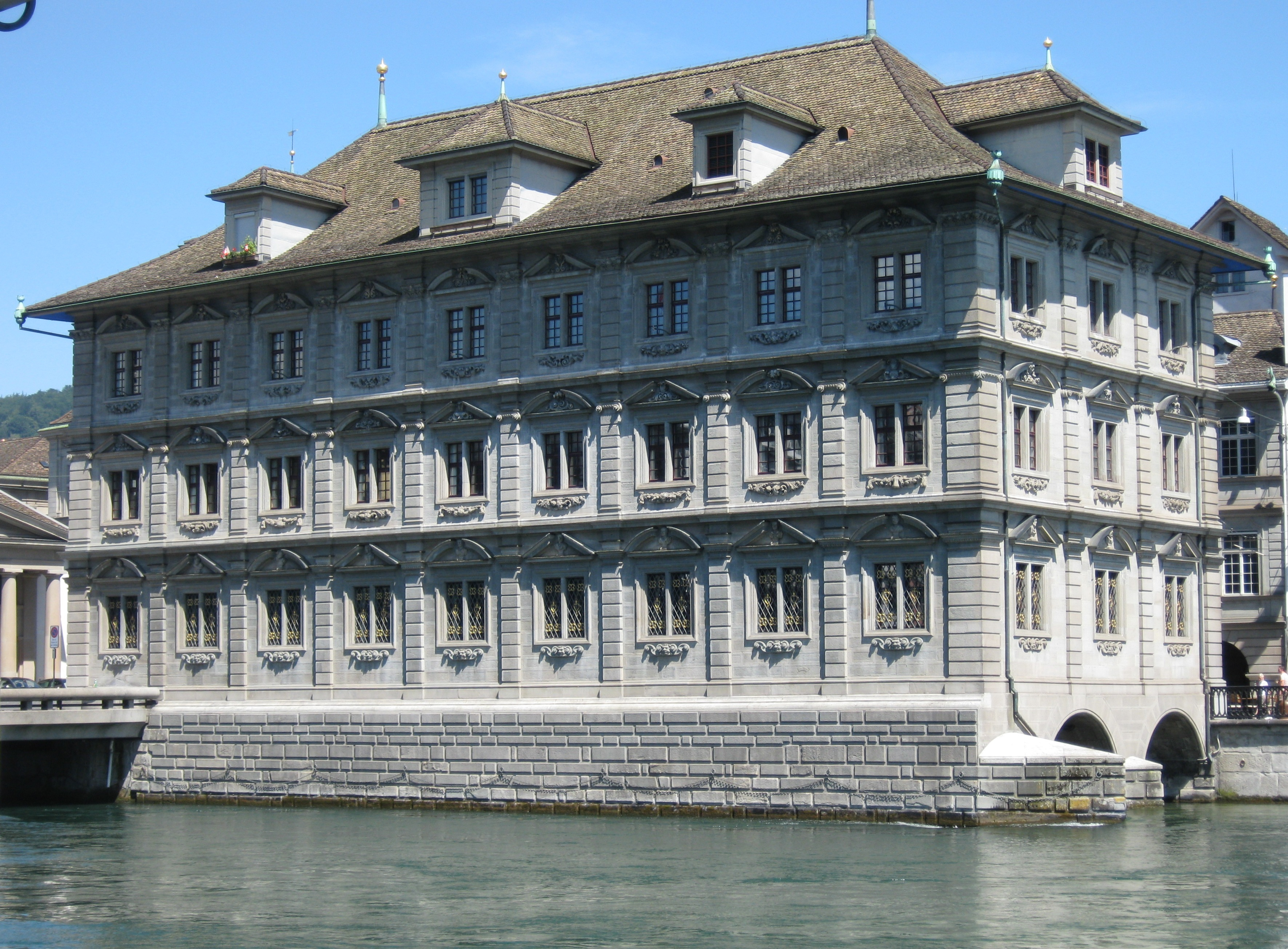
Widok od zachodu
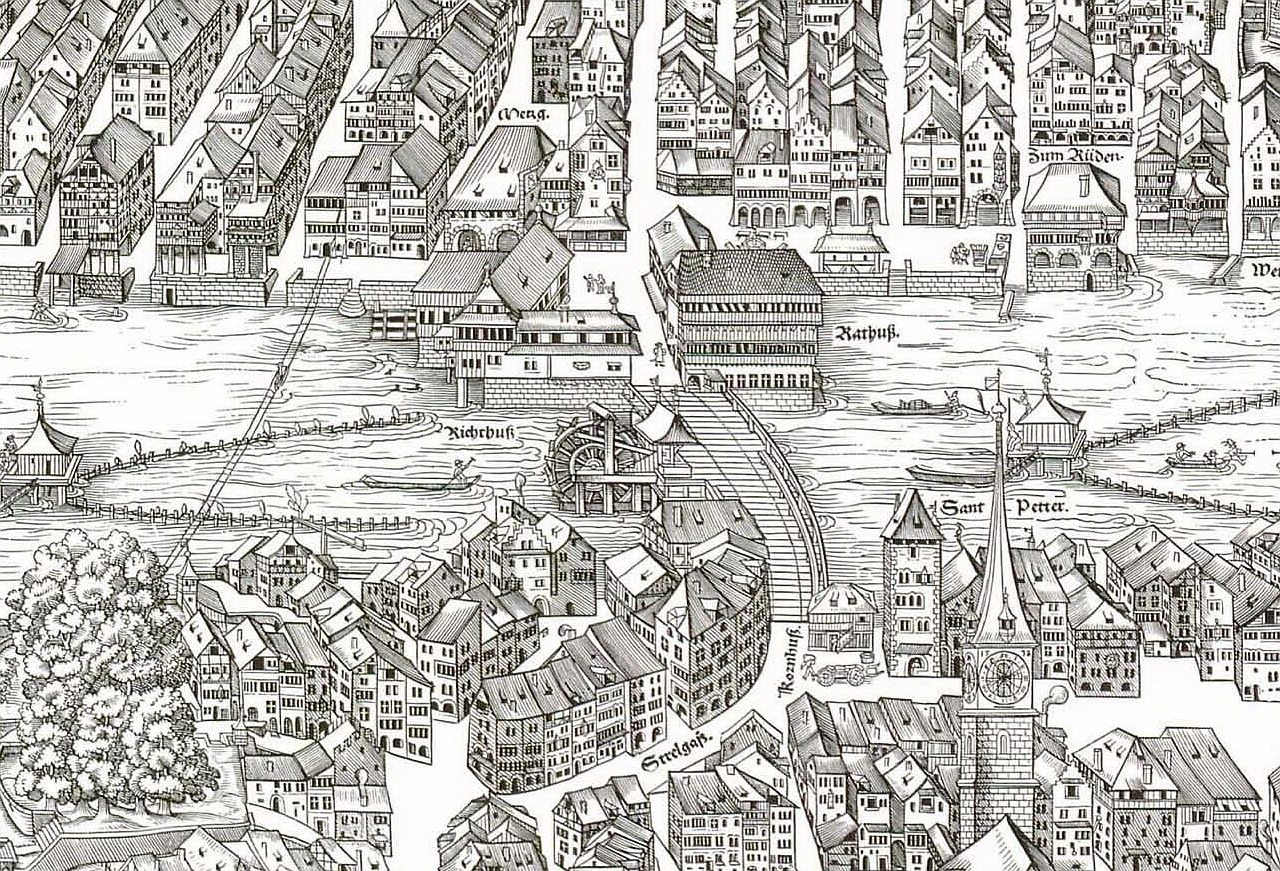
Ratusz pokazany na XVI-wiecznej rycinie